# Fuente de las Tortugas

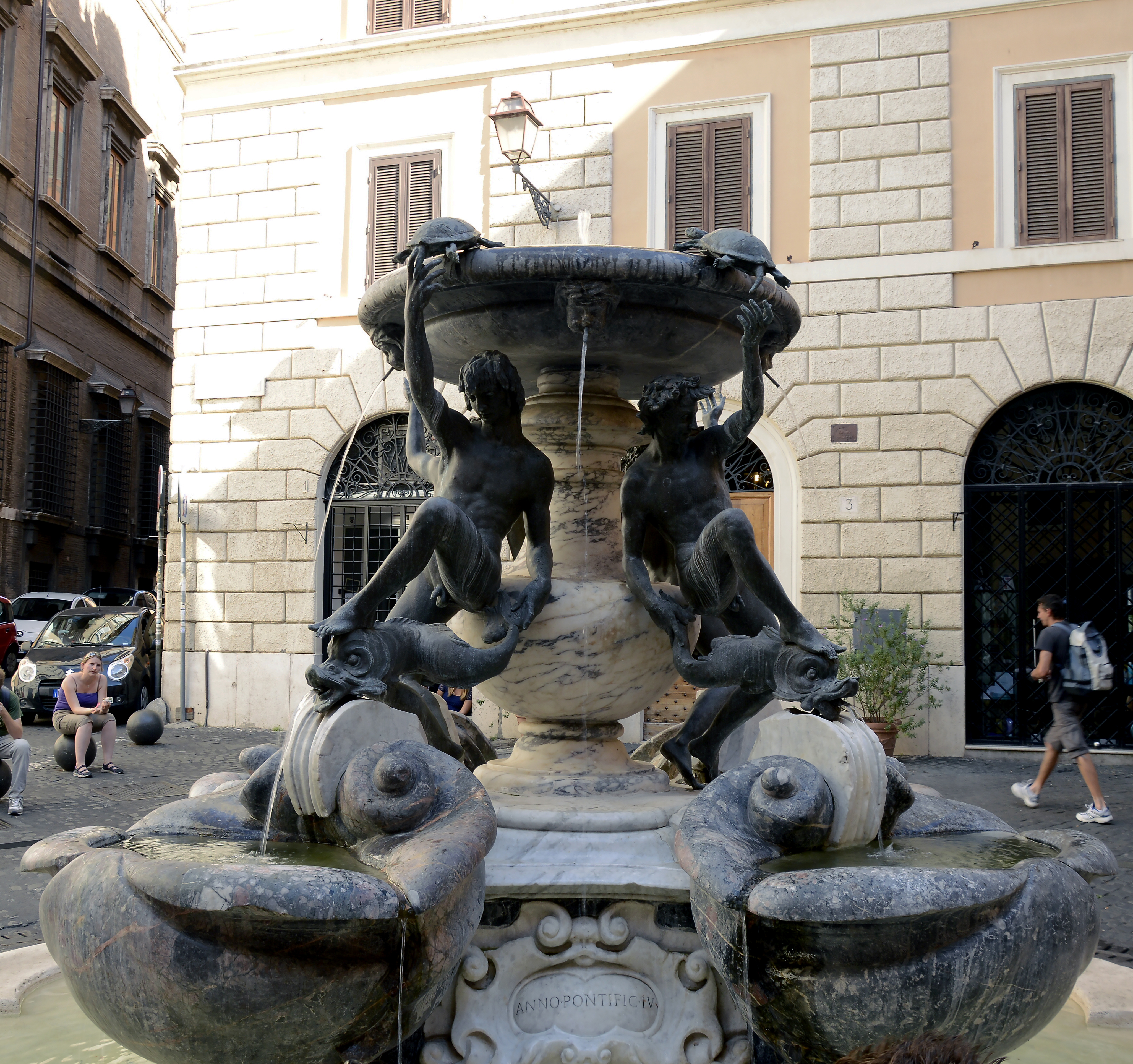
La Fuente de las Tortugas de Roma.

La Fuente de las Tortugas (en italiano Fontana delle Tartarughe) es una fuente de Roma situada en la pequeña plaza Mattei, en el rione de Sant'Angelo.
La plaza estaba en el centro de los palacios pertenecientes a la poderosa familia de los Mattei.
Alimentada por el acueducto Vergine, la fuente estaba prevista para la cercana plaza Giudea, sede del mercado, pero las presiones de Muzio Mattei hicieron que la fuente se construyese en la plaza que se encontraba enfrente de su palacio, a cambio, la familia se comprometió a pavimentar la plaza y mantener limpia la fuente.
Fue construida sobre proyecto de Giacomo della Porta, en 1581 y los trabajos fueron dirigidos por el arquitecto Taddeo Landini, que habría debido realizar cuatro efebos y ocho delfines, previstos primero en mármol y luego en bronce. Los trabajos se concluyeron en 1588 y cuatro de los delfines previstos no fueron colocados porque la presión del agua no consentía la elevación prevista. Estos delfines fueron después utilizados para la Fontana della Terrina, entonces situada en la plaza del Campo de' Fiori y hoy expuesta delante de la Chiesa Nuova.
La fuente está constituida por una bañera cuadrada con aristas redondeadas, que alberga en su centro un basamento con cuatro conchas en mármol portasanta, que a su vez sostiene un cuenco redondo en mármol africano, con unas cabezas de querubines de las cuales brota el agua que cae en la bañera.
A la estructura arquitectónica se añaden las esculturas: cuatro efebos en bronce dispuestos con poses iguales y simétricas, apoyando un pie sobre los delfines y sosteniendo con la mano las colas de los mismos y de cuya boca mana el agua que se recoge en las conchas, mientras que con el otro brazo los efebos se apoyan en el borde del cuenco superior.
Las tortugas que los efebos parecen empujar al apoyarse en el cuenco superior y que dan nombre a la fuente fueron añadidas tras la restauración de 1658 por voluntad del papa Alejandro VII y están atribuidas a Gian Lorenzo Bernini o a Andrea Sacchi. La restauración está recordada por una inscripción sobre cuatro carteles en mármol.
La fuente fue dotada de un implante de depuración de agua para evitar los depósitos calcáreos que se formaban sobre las estatuas y que han requerido frecuentes limpiezas. En 1979 fue robada una de las tortugas: las visibles actualmente son todas copias, que han remplazado también a las tres supervivientes. El implante de depuración ha sido sustituido en 2003 y en 2005-2006 se llevó a cabo una restauración conservativa del mármol y del bronce.

## Leyenda
La leyenda popular, falsa, narra que el duque Mattei, cuyo palacio se encuentra en la plaza que alberga la fuente, para asombrar a su futuro suegro, hizo realizar la fuente en un solo día.
Al día siguiente hizo venir a su prometida con el padre y les hizo asomarse desde la ventana para admirar la obra.
Después, para que ningún otro pudiera disfrutar del mismo espectáculo, el joven duque hizo construir un muro en la ventana y así ha llegado hasta nosotros.
El problema es que mientras la fuente es de 1585-1588, el palacio fue construido más tarde, en 1616.